# Epipaleolitik
Epipaleolitik je bio razdoblje u razvoju ljudske tehnologije koji prethodi neolitskom periodu kamenog doba. Spominje se kao alternativa mezolitu na područjima ograničenim posljedicama glacijacije. To je razdoblje započelo krajem pleistocenske epohe od oko prije 10.000 godina i završilo s pojavom poljoprivrede prije oko 8.000 godina. 
Epipalaeolik je posebno izražen na Bliskom Istoku, u Anatoliji i na Cipru, odnosno u regijama gdje se neolitska revolucija (neolitizacija) dogodila rano a post-glacijalne klimatske promjene nisu bile posebno izražene. 
Epipaleolitski lovci-sakupljači su izrađivali relativno napredne oruđa od malih kremenih ili obsidijanskih oštrica, poznatih kao mikroliti koji su bili usađeni u drvene drške.
Uglavnom su živjeli kao nomadi, iako je Natufijanska kultura na Levantu ustanovila trajna naselja.